# 胼足蝠屬
胼足蝠屬（胼足蝠）（学名：Eudiscopus），哺乳綱、翼手目、蝙蝠科的一屬哺乳動物。

## 下属物种
- 胼足蝠 (盤足蝠) - Eudiscopus denticulus Osgood, 1932